# Византийская наука

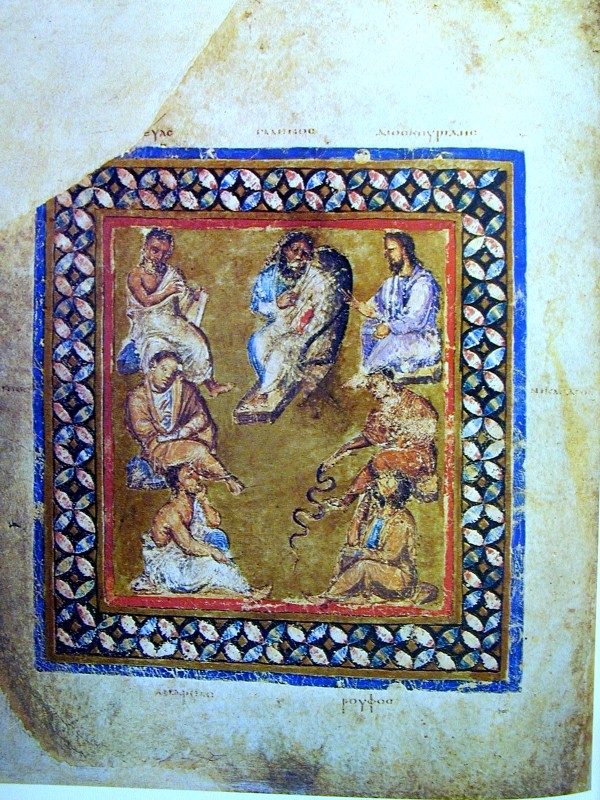
На фронтисписе Венского Диоскорида изображены семь знаменитых врачей. Самый видный человек на картине — Гален, сидящий на раскладном стуле.

Византийская наука сыграла важную роль в передаче классических знаний исламскому миру и Италии эпохи Возрождения, а также в передаче исламской науки Италии эпохи Возрождения. Его богатая историографическая традиция сохранила древние знания, на которых были построены великолепные достижения в области искусства, архитектуры, литературы и техники.
Византийцы стояли за несколькими технологическими достижениями.

## Классические и церковные исследования
Византийская наука была по существу классической наукой. Поэтому византийская наука была в каждый период тесно связана с древнегреческой языческой философией и метафизикой. Несмотря на некоторую оппозицию языческому учению, многие из наиболее выдающихся учёных-классиков занимали высокие посты в церкви. Сочинения древности никогда не переставали культивироваться в Византийской империи благодаря импульсу, данному классическим исследованиям Афинской академией в IV и V веках. Благодаря энергии философской академии Александрии и работе университета г. Константинополя, который полностью занимался светскими предметами, за исключением богословия, которое преподавалось в Патриаршей академии. Даже последний предлагал обучение античной классике и включал литературные, философские и научные тексты в свою учебную программу. Монастырские школы концентрировались на изучении Библии, богословия и литургии. Поэтому монашеские скриптории тратили большую часть своих усилий на переписывание церковных рукописей, в то время как языческая литература переписывалась, обобщалась, извлекалась и комментировалась мирянами или священнослужителями, такими как Фотий, Арефа Кесарийский, Евстафий Фессалоникийский и Василий Виссарион.

## Математика
Византийские учёные сохранили и продолжили наследие великих древнегреческих математиков и применяли математику на практике. В ранней Византии (V-VII века) архитекторы и математики Исидор Милетский и Анфимий Тралльский использовали сложные математические формулы для строительства великой церкви Святой Софии, технологического прорыва для своего времени и на протяжении столетий после его поразительной геометрии, смелого дизайна и высоты. В средневековой Византии (VIII-XII века) математики, такие как Михаил Пселл, рассматривали математику как способ интерпретировать мир.

## Физика
Иоанн Филопон, также известный как Иоанн Грамматик, был александрийским филологом, аристотелевским комментатором и христианским теологом, а также автором философских трактатов и богословских трудов. Он был первым, кто подверг критике Аристотеля и аристотелевскую теорию свободного падения. Его критика аристотелевской физики много столетий спустя вдохновила Галилео Галилея. Галилей существенно цитировал Филопона в своих работах и последовал за ним в опровержении аристотелевской физики.
Теория импетуса также была изобретена в Византийской империи.
Корабельная мельница — изобретение византийцев, сконструированное для измельчения зерна с помощью энергии потока воды. В конечном итоге технология распространилась на остальную Европу и использовалась до XIX века.

## Медицина
Медицина была одной из наук, в которых византийцы совершенствовались на изучении их греко-римских предшественников, начиная с Галена. В результате византийская медицина оказала влияние на исламскую медицину, а также на медицину эпохи Возрождения
Понятие больницы как учреждения, предлагающего медицинскую помощь и возможность излечения больных в соответствии с идеалами христианского милосердия, а не просто места для смерти, появилось в Византийской империи.
Первый известный пример разделения сиамских близнецов произошёл в Византийской империи в X веке, когда пара сиамских близнецов из Армении прибыла в конце концов в Константинополь. Спустя много лет один из них умер, поэтому хирурги в Константинополе решили удалить тело погибшего. Результат был отчасти успешным, поскольку выживший близнец прожил три дня до смерти. Но тот факт, что второй человек выжил всего несколько дней после его отделения, был настолько впечатляющим, что спустя столетие с половиной лет историки снова упомянули об этом. Следующий случай разлучения сиамских близнецов впервые будет зафиксирован примерно через 700 лет в 1689 году в Германии.

## Оружие

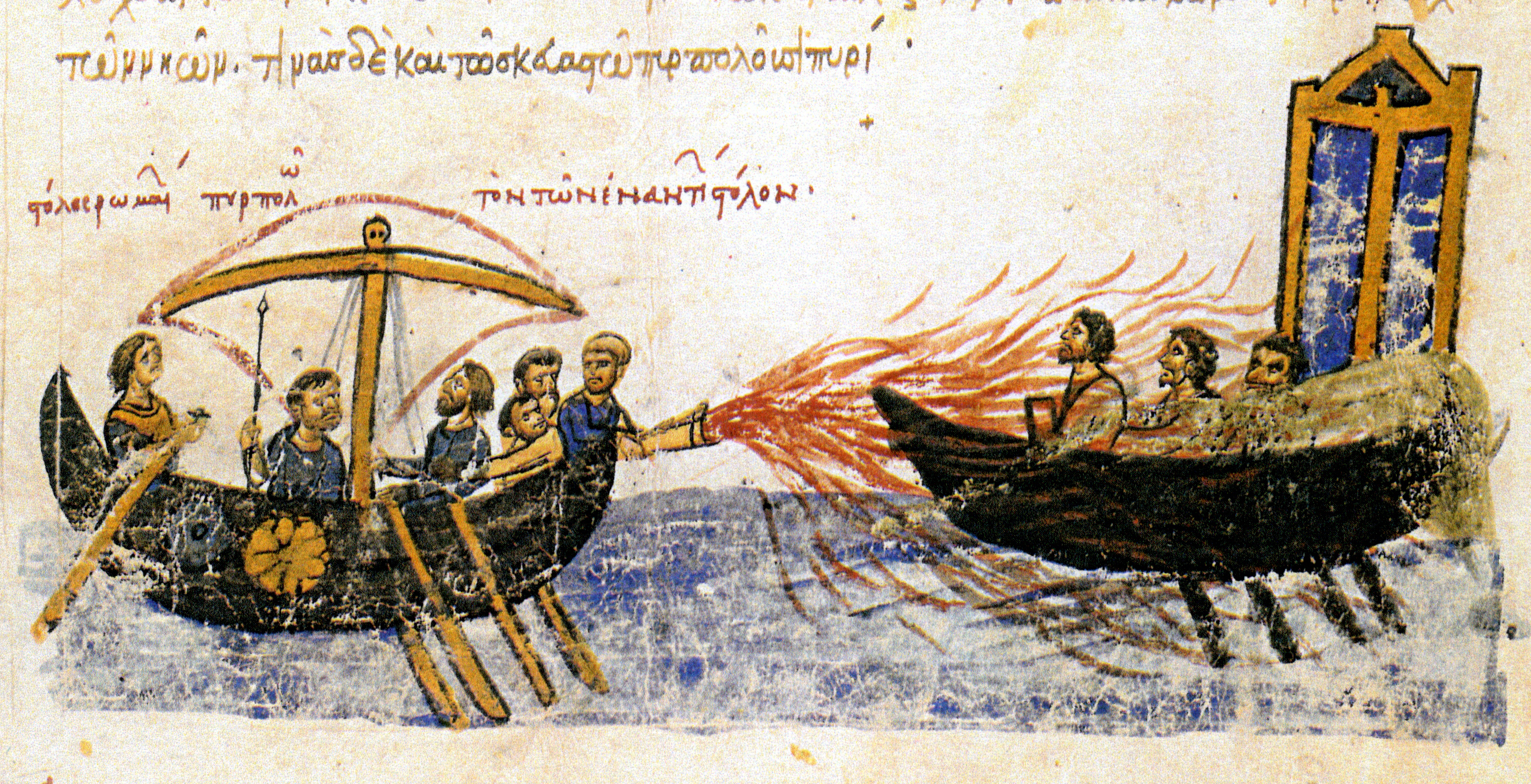
Византийский корабль использует греческий огонь против корабля мятежника Фомы Славянина, 821 год. Иллюстрация XII века из Мадридского Скилицы.

Греческий огонь был зажигательным оружием, использовавшимся Византийской империей. Византийцы обычно использовали его в морских сражениях с большим успехом, поскольку он мог продолжать гореть даже на воде. Это обеспечило технологическое преимущество и стало причиной многих ключевых военных побед Византии, в первую очередь спасения Константинополя от двух арабских осад, тем самым обеспечив выживание империи. Однако собственно греческий огонь был изобретен ок. 672 г., и приписывается летописцем Феофаном Каллинику, архитектору из Гелиополиса в бывшей провинции Финикия, к тому времени захваченной мусульманскими завоеваниями. Утверждалось, что греческий огонь изобрел не один человек, а скорее «изобретённый химиками в Константинополе, унаследовавшими открытия александрийской химической школы».
Граната впервые появилась в Византийской империи, где изготавливались и использовались на полях сражений рудиментарные зажигательные гранаты из керамических банок со стеклом или гвоздями.

## Византийская и исламская наука
В Средние века между византийской и исламской наукой часто происходил обмен работами. Византийская империя изначально предоставила средневековому исламскому миру древнегреческие и раннесредневековые греческие тексты по астрономии, математике и философии для перевода на арабский язык, поскольку Византийская империя была ведущим центром научных исследований в регионе в начале Средневековья. Позже, когда Халифат и другие средневековые исламские культуры стали ведущими центрами научных знаний, византийские учёные, такие как Григорий Хиониад, посетивший знаменитую обсерваторию в Мараге, перевели книги по исламской астрономии, математике и науке на средневековый греческий язык, в том числе, например, работы Джафара ибн Мухаммада Абу Машар аль-Балхи, Ибн Юнуса, аль-Хазини (который был византийско-греческого происхождения, но вырос среди персидской культуры), Мухаммада ибн Мусы аль-Хорезми и Насира ад-Дина Туси (например, Зидж-и Ильхани и другие трактаты зиджа) среди прочих.
Были также некоторые византийские учёные, которые использовали арабскую транслитерацию для описания определённых научных понятий вместо эквивалентных древнегреческих терминов (например, использование арабского талей вместо древнегреческого гороскопа). Таким образом, византийская наука сыграла важную роль не только в передаче древнегреческих знаний Западной Европе и исламскому миру, но и в передаче арабских знаний Западной Европе. Некоторые историки подозревают, что Коперник или другой европейский автор имел доступ к арабскому астрономическому тексту, что привело к передаче пары Туси, астрономической модели, разработанной Насир ад-Дином Туси, которая позже появилась в работе Николая Коперника. Византийские учёные также познакомились со сасанидской и индийской астрономией благодаря цитатам из некоторых арабских сочинений.

## Гуманизм и Ренессанс
В течение XII века византийцы создали свою модель гуманизма раннего Возрождения как возрождение интереса к классическим авторам, однако в предшествующие века (IX-XII) гуманизм эпохи Возрождения и стремление к классическому обучению были заметны во время Македонского Возрождения и продолжались в то, что называется сейчас как Ренессанс XII века при Комнинах. У Евстафия Солунского византийский гуманизм нашёл наиболее характерное выражение. В XIII—XIV вв., в период напряжённой творческой деятельности, византийский гуманизм достиг своего апогея и обнаружил поразительную аналогию с современным ему итальянским гуманизмом. Византийский гуманизм верил в жизнеспособность классической цивилизации и её наук и его сторонники занимались естественными науками.
Несмотря на политический и военный упадок последних двух столетий, в империи наблюдался расцвет науки и литературы, который часто называют «палеологовским» или «последним византийским Ренессансом». Некоторые из самых выдающихся представителей этой эпохи: Максим Плануд, Мануил Мосхопул, Димитрий Триклиний и Фома Магистр. Академия в Трапезунде, находившаяся под сильным влиянием персидских наук, стала известным центром изучения астрономии и других математических наук, а медицина привлекла интерес почти всех учёных. В последний век империи византийские грамматики были главными ответственными за личное проведение и написание древнегреческой грамматики и литературных исследований раннего итальянского Ренессанса. Среди них Мануил Хрисолор был вовлечён в так и не достигнутый союз церквей.